# Villas de las Lomas
Villas de las Lomas es una localidad del estado mexicano de Michoacán. Es parte del municipio de La Piedad. Fue fundada el 30 de septiembre de 2009.

## Demografía
| Censo | Población |
| ----- | --------- |
| 2010  | 715       |
| 2020  | 4164      |